# Dilworthov poučak
Dilworthov poučak, matematički poučak iz teorije skupova Nosi ime po matematičaru Robertu Palmeru Dilworthu.
Imamo
- konačan parcijalno uređen skup {\displaystyle P}
- {\displaystyle k} veličina maksimalnog antilanca

Tada postoji 
particija od {\displaystyle P} u točno {\displaystyle k} lanaca